# بول تشيرتشلاند
بول تشيرتشلاند (بالإنجليزية: Paul Churchland)‏ (من مواليد 21 تشرين الأول/أكتوبر 1942) هو فيلسوف كندي، وهو بروفيسور متقاعد وعضو في كلية العلوم الاستعرافية في جامعة كاليفورنيا، سان دييغو،
اشتهر بول بدراساته في مجال الفلسفة العصبية وفلسفة العقل، وخاصة في دعمه لمذهب المادية الإقصائية، حيث يدافع عن ذلك المذهب مع زوجته باتريسيا تشيرتشلاند.

## اقرأ أيضاً
- مادية إقصائية
- باتريسيا تشيرتشلاند
- آن تشرشلاند